# Spirorbis mendosus
Spirorbis mendosus är en ringmaskart som beskrevs av Bush 1910. Spirorbis mendosus ingår i släktet Spirorbis och familjen Serpulidae. Inga underarter finns listade i Catalogue of Life.